# Hoa hậu Quốc tế 2019
Hoa hậu Quốc tế 2019 là cuộc thi Hoa hậu Quốc tế lần thứ 59 được tổ chức tại Tokyo, Nhật Bản vào ngày 12 tháng 11 năm 2019. Hoa hậu Quốc tế 2018 Mariem Velazco đến từ Venezuela đã trao lại vương miện cho người kế nhiệm, cô Sireethorn Leearamwat  đến từ  Thái Lan

## Thông tin cuộc thi

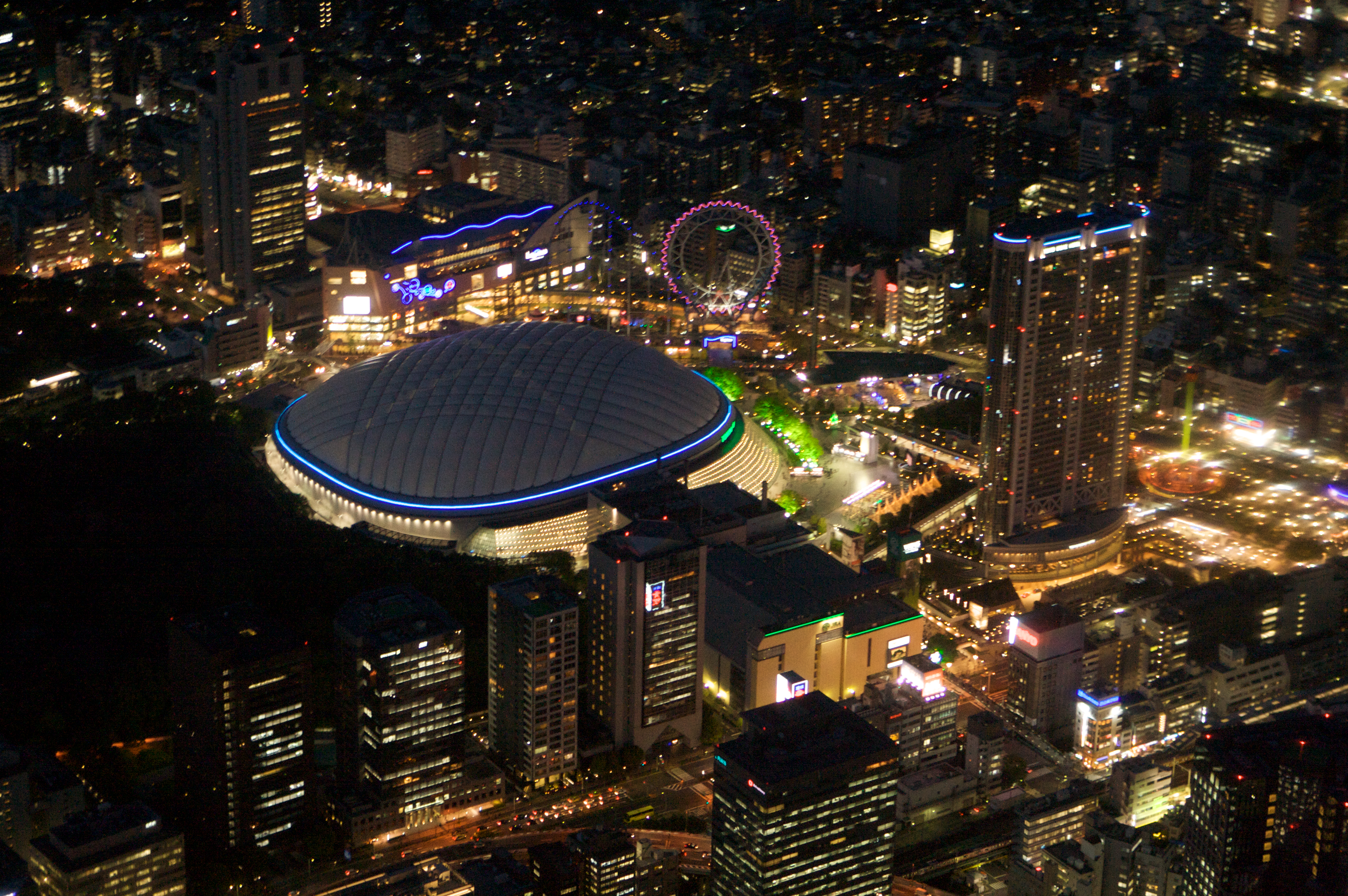
Tòa Thị chính Tokyo Dom, địa điểm chính thức diễn ra cuộc thi Hoa hậu Quốc tế 2019.

Ngày 11 tháng 4 năm 2019, trang chủ chính thức của cuộc thi trên Instagram và Facebook thông báo rằng cuộc thi năm 2019 sẽ được tổ chức tại Tòa thị chính Tokyo, Bunkyo, Tokyo, Nhật Bản trong năm thứ tư liên tiếp vào thứ ba ngày 12 tháng 11. Các thí sinh sẽ bắt đầu tham dự từ ngày 25 tháng 10.

## Kết quả

### Xếp hạng
| Kết quả              | Thí sinh |
| -------------------- | --- |
| Hoa hậu Quốc tế 2019 | - Thái Lan – Sireethorn Leearamwat |
| Á hậu 1              | - Mexico – Andrea Toscano Karonde |
| Á hậu 2              | - Uganda – Evelyn Namatovu |
| Á hậu 3              | - Colombia – Alejandra Vengoechea |
| Á hậu 4              | - Anh Quốc – Harriotte Lane |
| Top 8                | - Indonesia – Jolene Marie Rotinsulu - Philippines – Bea Magtanong - Việt Nam – Nguyễn Tường San |
| Top 15               | - Belarus – Maria Perviy - Phần Lan – Jutta Kyllönen - Hồng Kông – Trương Gia Lâm - Hà Lan – Elize Joanne de Jong - Puerto Rico – Ivana Carolina Irizarry - Sri Lanka – Pawani Vithanage - Venezuela – Melissa Jiménez |

### Thứ tự gọi tên
| 1. Venezuela 2. Thái Lan 3. Anh Quốc 4. Hồng Kông 5. Uganda 6. Hà Lan 7. Việt Nam 8. Phần Lan 9. Puerto Rico 10. Belarus 11. Colombia 12. Philippines 13. Mexico 14. Sri Lanka 15. Indonesia | 1. Mexico 2. Philippines 3. Colombia 4. Uganda 5. Indonesia 6. Việt Nam 7. Thái Lan 8. Anh Quốc |

### Giải thưởng đặc biệt
| Giải thưởng                              | Thí sinh                             |
| ---------------------------------------- | ------------------------------------ |
| Trang phục dạ hội đẹp nhất               | - Việt Nam – Nguyễn Tường San        |
| Trang phục dân tộc đẹp nhất              | - Việt Nam – Nguyễn Tường San        |
| Hoa hậu Ảnh                              | - Guadeloupe – Noémie Kribo Milne    |
| Trình diễn áo tắm đẹp nhất               | - Uganda – Evelyn Namatovu Karonde   |
| Miss People's Choice Award – Missosology | - Indonesia – Jolene Marie Rotinsulu |
| Panasonic Beauty Ambassador              | - Indonesia – Jolene Marie Rotinsulu |
| Đại sứ Du lịch Nhật Bản                  | - Tunisia – Sarra Brahmi             |

### Hoa hậu Châu lục
| Danh hiệu                      | Thí sinh                           |
| ------------------------------ | ---------------------------------- |
| Hoa hậu Quốc tế châu Phi       | - Liberia – Naomi Nucia Glay       |
| Hoa hậu Quốc tế châu Mỹ        | - Peru – María José Barbis         |
| Hoa hậu Quốc tế châu Á         | - Thái Lan – Sireethorn Leearamwat |
| Hoa hậu Quốc tế châu Âu        | - Hà Lan – Elize Joanne de Jong    |
| Hoa hậu Quốc tế châu Đại Dương | - Hawaii – Eunice Raquel Basco     |

## Thí sinh tham gia
Cuộc thi có tổng cộng 82 thí sinh tham gia:
| Quốc gia/Vùng lãnh thổ | Thí sinh                       | Tuổi | Quê quán         |
| ---------------------- | ------------------------------ | ---- | ---------------- |
| Argentina              | Milena Sofía Judt              | 22   | Buenos Aires     |
| Armenia                | Sona Danielyan                 | 23   | Yerevan          |
| Aruba                  | Daniella Piazzi                | 25   | Oranjestad       |
| Úc                     | Monique Shippen                | 26   | Sydney           |
| Belarus                | Maria Perviy                   | 22   | Minsk            |
| Bỉ                     | Rachel Nimegeers               | 23   | Antwerp          |
| Belize                 | Selena Maria Urias             | 24   | Thành phố Belize |
| Bolivia                | Valentina Pérez Medina         | 24   | Sucre            |
| Brazil                 | Carolina Stankevicius Cruz     | 24   | Rio de Janeiro   |
| Burkina Faso           | Wendlasida Flora Ouedraogo     | 26   | Ouagadougou      |
| Campuchia              | Kachnak Thyda Bon              | 25   | Phnôm Pênh       |
| Cameroon               | Angèle Kossinda                | 26   | Douala           |
| Canada                 | Megha Sandhu                   | 23   | Montreal         |
| Chile                  | Ximena Huala Alcaino           | 18   | Santiago         |
| Trung Quốc             | Teng Yun-Xuan                  | 26   | Bắc Kinh         |
| Colombia               | Alejandra Vengoechea           | 21   | Barranquilla     |
| Costa Rica             | Tamara Dal Maso                | 21   | San José         |
| Bờ Biển Ngà            | Tara Gueye                     | 22   | Abidjan          |
| Cộng hòa Séc           | Andrea Prchalová               | 19   | Havlíčkův Brod   |
| Đan Mạch               | Anna Diekelmann                | 26   | Frederiksberg    |
| Cộng hòa Dominica      | Zaidy Bello                    | 27   | Santo Domingo    |
| Ecuador                | Alegría Tobar Cordovéz         | 25   | Quito            |
| El Salvador            | Patricia Elena Battle Aparicio | 25   | San Salvador     |
| Guinea Xích Đạo        | Arsenia Chanque Bosepe         | 19   | Baney            |
| Phần Lan               | Jutta Kyllönen                 | 21   | Oulu             |
| Pháp                   | Solène Barbot                  | 24   | Paris            |
| Ghana                  | Princess Owusua Gyamfi         | 25   | Accra            |
| Guadeloupe             | Noémie Kribo Milne             | 21   | Baie-Mahault     |
| Guam                   | Athena McNinch                 | 22   | Mangilao         |
| Guatemala              | Stephanie Sical                | 24   | Quiché           |
| Haiti                  | Lory-Anne Charles              | 20   | Port-au-Prince   |
| Hawaii                 | Eunice Raquel Basco            | 24   | Honolulu         |
| Honduras               | Ariana Bustillo                | 27   | Tegucigalpa      |
| Hồng Kông              | Trương Gia Lâm                 | 25   | Cửu Long         |
| Ấn Độ                  | Simrithi Bathija               | 20   | Mumbai           |
| Indonesia              | Jolene Marie Rotinsulu         | 23   | Manado           |
| Ý                      | Francesca Giordano             | 18   | Roma             |
| Nhật Bản               | Tomomi Okada Sevaldsen         | 22   | Tokyo            |
| Lào                    | Phaithida Phothisane           | 26   | Viêng Chăn       |
| Liberia                | Naomi Nucia Glay               | 27   | Monrovia         |
| Ma Cao                 | Bobo Leong Lok Hei             | 26   | Ma Cao           |
| Malaysia               | Charmaine Chew                 | 23   | Alor Setar       |
| Mauritius              | Nidhishwaree Ruchpaul          | 20   | Pamplemousses    |
| Mexico                 | Andrea Toscano                 | 20   | Manzanillo       |
| Mông Cổ                | Gunjidmaa Jargalsaikhan        | 25   | Ulaanbaatar      |
| Maroc                  | Sonia Ait Mansour              | 26   | Rabat            |
| Myanmar                | Khin Ohmar Myint               | 23   | Yangon           |
| Nepal                  | Metra Kakshapati               | 24   | Bhaktapur        |
| Hà Lan                 | Elize Joanne de Hong           | 25   | Rotterdam        |
| New Zealand            | Nikita Ah Horan                | 18   | Auckland         |
| Nicaragua              | María Gabriela Saballos        | 19   | Managua          |
| Nigeria                | Alice Duke Inyang              | 23   | Lagos            |
| Quần đảo Bắc Mariana   | Shannon Tudela Sasamoto        | 20   | Saipan           |
| Na Uy                  | Henriette Janssen Hauge        | 19   | Akershus         |
| Panama                 | Betzaida Rodriguez             | 23   | Las Tablas       |
| Paraguay               | Elida Lezcano                  | 19   | Villa Elisa      |
| Perú                   | María José Barbis              | 24   | Lambayeque       |
| Philippines            | Bea Patricia Magtanong         | 25   | Bataan           |
| Ba Lan                 | Karina Szczepanek              | 24   | Warszawa         |
| Bồ Đào Nha             | Ana Rita Aguiar                | 22   | Vale de Cambra   |
| Puerto Rico            | Ivana Carolina Irizarry        | 26   | Río Grande       |
| Romania                | Andreea Maria Coman            | 26   | Bucharest        |
| Nga                    | Marina Oreshkina               | 25   | Vladivostok      |
| Singapore              | Charlotte Lucille Chia         | 21   | Singapore        |
| Slovakia               | Alica Ondrášová                | 23   | Bratislava       |
| Nam Phi                | Nicole Middleton               | 24   | Cape Town        |
| Nam Sudan              | Acholly Ngaceng Arow           | 25   | Juba             |
| Tây Ban Nha            | Claudia Cruz                   | 21   | Murcia           |
| Sri Lanka              | Pawani Vithanage               | 25   | Colombo          |
| Thụy Điển              | Paulina Kielczewska            | 23   | Stockholm        |
| Tahiti                 | Poevai Garnier                 | 22   | Papeete          |
| Đài Loan               | Joyce Yi Shu-Chiu              | 26   | Đài Nam          |
| Thái Lan               | Sireethorn Leearamwat          | 26   | Băng Cốc         |
| Tunisia                | Sarra Brahmi                   | 25   | Sousse           |
| Uganda                 | Evelyn Namatovu Karonde        | 23   | Kampala          |
| Ukraina                | Marina Kiose                   | 24   | Kiev             |
| Anh Quốc               | Harriotte Lane                 | 18   | Newcastle        |
| Hoa Kỳ                 | Ghazal Gill                    | 23   | Los Angeles      |
| Venezuela              | Melissa Jiménez                | 20   | Maracaibo        |
| Việt Nam               | Nguyễn Tường San               | 19   | Hà Nội           |
| Zambia                 | Luwi Kawanda                   | 25   | Lusaka           |
| Zimbabwe               | Jemimah Kandemiiri             | 24   | Harare           |

## Chú ý

### Lần đầu tham gia
- Burkina Faso
- Guinea Xích Đạo

### Trở lại
| - Lần cuối tham gia vào năm 1969: - Maroc - Lần cuối tham gia vào năm 2008: - Liberia - Lần cuối tham gia vào năm 2009: - Uganda - Lần cuối tham gia vào năm 2012: - Belize - Cameroon - Lần cuối tham gia vào năm 2013: - Nam Sudan - Tahiti | - Lần cuối tham gia vào năm 2014: - Armenia - Lần cuối tham gia vào năm 2015: - Ý - Lần cuối tham gia vào năm 2016: - Nigeria - Zambia - Lần cuối tham gia vào năm 2017: - Belarus - Campuchia - Na Uy - Tunisia |

### Bỏ cuộc
| - Quần đảo Cook - Cuba - Curaçao - Ai Cập - Ethiopia - Đức | - Hungary - Kenya - Hàn Quốc - Liban - Madagascar - Moldova |

## Các thí sinh tham dự cuộc thi sắc đẹp quốc tế khác
| Quốc gia/Vùng lãnh thổ | Thí sinh                      | Cuộc thi                                            | Đại diện    |
| ---------------------- | ----------------------------- | --------------------------------------------------- | ----------- |
| Armenia                | Sona Danielyan                | Miss Asia Pacific International 2018                | Armenia     |
| Armenia                | Sona Danielyan                | Miss Earth 2018                                     | Armenia     |
| Úc                     | Monique Shippen               | Miss Earth 2018                                     | Úc          |
| Belarus                | Maria Perviy                  | Miss Earth 2021 (Top 20)                            | Belarus     |
| Bỉ                     | Rachel Nimegeers              | Miss Supranational 2015 (Top 20)                    | Bỉ          |
| Bỉ                     | Rachel Nimegeers              | Miss Grand International 2017                       | Bỉ          |
| Bỉ                     | Rachel Nimegeers              | Miss Tourism Queen International 2018 (Á hậu 2)     | Bỉ          |
| Belize                 | Selena Maria Urias            | Reina Hispanoamericana 2018                         | Belize      |
| Belize                 | Selena Maria Urias            | Reina Del Tropico 2018                              | Belize      |
| Bolivia                | Valentina Pérez Medina        | Reinado Internacional de Cafe 2020                  | Bolivia     |
| Bolivia                | Valentina Pérez Medina        | Miss Earth 2020                                     | Bolivia     |
| Cameroon               | Angèle Kossinda               | Miss Earth 2017 (Top 16)                            | Cameroon    |
| Cameroon               | Angèle Kossinda               | Miss Africa 2018 (Á hậu 3)                          | Cameroon    |
| Cameroon               | Angèle Kossinda               | Miss Supranational 2019 (Top 25)                    | Cameroon    |
| Cameroon               | Angèle Kossinda               | Miss Universe 2020                                  | Cameroon    |
| Canada                 | Megha Sandhu                  | Miss Teenager 2012 (Top 10)                         | Canada      |
| Canada                 | Megha Sandhu                  | Miss Model of the World 2018                        | Canada      |
| Colombia               | Alejandra Vengoechea          | Reina Hispanoamericana 2021                         | Colombia    |
| Costa Rica             | Tamara Dal Maso               | Miss World 2021                                     | Costa Rica  |
| Guam                   | Athena McNinch                | Face of Beauty International 2014                   | Guam        |
| Guam                   | Athena McNinch                | Miss Universe 2018                                  | Guam        |
| Guatemala              | Stephanie Sical               | Miss Earth 2016                                     | Guatemala   |
| Hawaii                 | Eunice Elizabeth Raquel Basco | Miss Intercontinental 2017                          | Hoa Kỳ      |
| Mexico                 | Andrea Toscano                | Miss Universe 2018                                  | Mexico      |
| Maroc                  | Sonia Ait Mansour             | Face of Beauty International 2015 (Top 15)          | Pháp        |
| Maroc                  | Sonia Ait Mansour             | Queen Beauty Universe 2015                          | Pháp        |
| Maroc                  | Sonia Ait Mansour             | Top Model of the World 2016                         | Pháp        |
| Maroc                  | Sonia Ait Mansour             | Miss Eco International 2017                         | Pháp        |
| Maroc                  | Sonia Ait Mansour             | Miss Grand International 2017                       | Pháp        |
| Maroc                  | Sonia Ait Mansour             | Miss Supranational 2018                             | Pháp        |
| Maroc                  | Sonia Ait Mansour             | Miss Tourism and Culture Universe 2019 (Á hậu 5)    | Pháp        |
| Maroc                  | Sonia Ait Mansour             | Miss World Noble Queen International 2019 (Hoa hậu) | Pháp        |
| Hà Lan                 | Elize Joanne de Jong          | Miss Global Beauty Queen 2016                       | Hà Lan      |
| Hà Lan                 | Elize Joanne de Jong          | Miss Tourism World 2017                             | Hà Lan      |
| Hà Lan                 | Elize Joanne de Jong          | Miss All Nations 2017                               | Hà Lan      |
| Hà Lan                 | Elize Joanne de Jong          | Miss All Nations 2019 (Á hậu 3)                     | Hà Lan      |
| Hà Lan                 | Elize Joanne de Jong          | Miss Charm 2023                                     | Hà Lan      |
| New Zealand            | Nikita Ah Horan               | Miss Tourism International 2018                     | New Zealand |
| Bồ Đào Nha             | Ana Rita Aguiar               | Reina Hispanoamericana 2018                         | Bồ Đào Nha  |
| Bồ Đào Nha             | Ana Rita Aguiar               | World Miss University 2018                          | Bồ Đào Nha  |
| Romania                | Andreea Coman                 | Miss Supranational 2018 (Top 10)                    | Romania     |
| Nga                    | Mari Oreshkina                | Miss Tourism World 2018 (Hoa hậu)                   | Nga         |
| Slovakia               | Alica Ondrášová               | Queen Beauty Universe 2017                          | Slovakia    |
| Nam Phi                | Nicole Middleton              | World Bikini Model International 2016               | Nam Phi     |
| Nam Sudan              | Acholly Arow                  | Miss Asia Pacific International 2016                | Nam Sudan   |
| Sri Lanka              | Pawani Vithanage              | Miss Grand International 2018 (Top 20)              | Sri Lanka   |
| Tunisia                | Sarra Brahmi                  | Miss Intercontinental 2019                          | Tunisia     |